# Gud, ditt folk är vandringsfolket
Gud, ditt folk är vandringsfolket eller Herre, du som vägen känner är en sång med text från 1700-talet av William Williams. I den ekumeniska psalmboken är texten översatt/bearbetad 1976 av Anders Frostenson och musiken komponerad 1907 av John Hughes. Den version som finns i Frälsningsarméns sångbok 1968 är översatt till svenska 1959 och tonsatt av William L. Viner.
Sången är publicerad i
- Frälsningsarméns sångbok 1968 som nr 233 under rubriken "Andakt och bön" (med begynnelseraden "Herre, du som vägen känner")
- 1986 års ekumeniska psalmbok som nr 298 under rubriken "Framtiden och hoppet – Pilgrimsvandringen" (med begynnelseraden "Gud, ditt folk är vandringsfolket")
- Svensk psalmbok för den evangelisk-lutherska kyrkan i Finland (1986) som nr 383 under rubriken "Tro och trygghet"